# Маунт Ентерпрајз (Тексас)
Маунт Ентерпрајз (енгл. Mount Enterprise) град је у америчкој савезној држави Тексас. По попису становништва из 2010. у њему је живело 447 становника.

## Демографија
Према попису становништва из 2010. у граду је живело 447 становника, што је 78 (14,9%) становника мање него 2000. године.
| Група             | 2000.       | 2010.       |
| Белци             | 471 (89,7%) | 376 (84,1%) |
| Афроамериканци    | 43 (8,2%)   | 34 (7,6%)   |
| Азијати           | 0 (0,0%)    | 0 (0,0%)    |
| Хиспаноамериканци | 9 (1,7%)    | 37 (8,3%)   |
| Укупно            | 525         | 447         |